# Долни Жабар (община)
Община Долни Жабар (на сръбски: Општина Доњи Жабар) е разположена в Република Сръбска, част от Босна и Херцеговина. Неин административен център е село Долни Жабар. Общата площ на общината е 49.80 км2. Населението ѝ през 2004 година е 10 834 души.